# Accords de Saretto
Les Accords de Saretto sont signés le 30 mai 1944, avant le débarquement de Normandie, entre Max Juvénal, dirigeant des Forces françaises de l'intérieur de la région R2 (Sud-Est), et les partisans italiens,.
Ils sont dénoncés en novembre 1944 par le gouvernement français.